# Howard Colvin

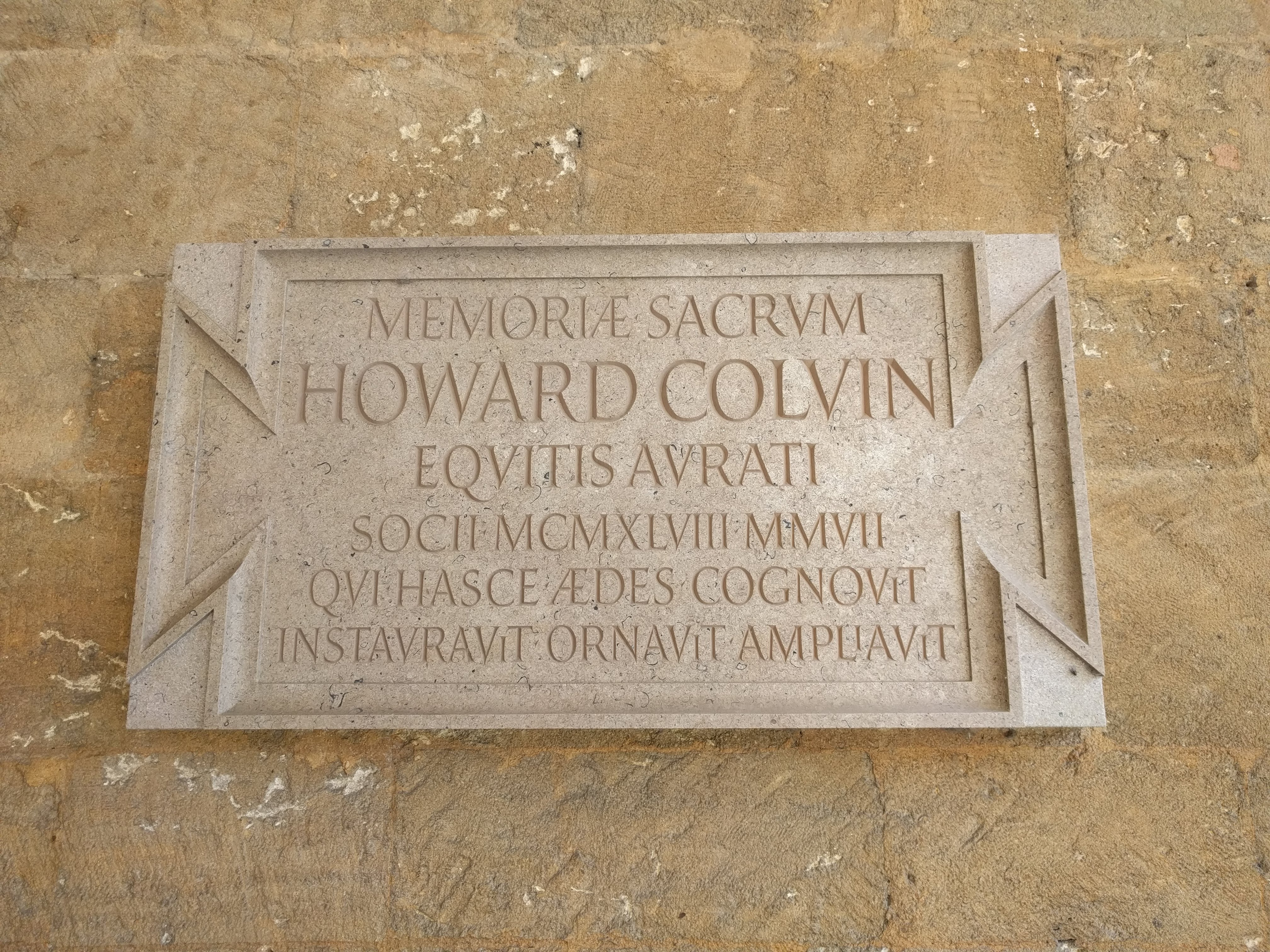
Placa memorial, em latim, na Saint John's College, Universidade de Oxford.

Howard Montagu Colvin (15 de Outubro de 1919 — Oxford, 27 de Dezembro de 2007) foi um historiador arquitetônico britânico, cujos dicionários biográficos estabeleceram uma base para todos os outros estudiosos em seu campo.

## Biografia
Nascido em Sidcup, Londres, Howard Colvin foi educado no Trent College e na University College de Londres. Em 1948, tornou-se membro da Universidade de Oxford, onde permaneceu até sua morte em 2007. Colvin estudou história da arquitetura e ensinou história medieval na St. John's College, em Oxford, de 1948 a 1987. Durante sua vida, investiu em meticulosa pesquisa nos arquivos britânicos. Foi membro da Comissão Real sobre os Monumentos Históricos da Inglaterra entre 1963–1976, do Conselho de Edifícios Históricos da Inglaterra entre 1970-1984, da Comissão Real de Belas Artes entre 1962-1972, e de outros órgãos oficiais.

## Nomeações
Foi nomeado Sir em 1995 e condecorado com a Real Ordem Vitoriana.
Recebeu o Prêmio Wolfson de História em 1978 por sua "distinta contribuição à escrita de história".

## Livros selecionados
- A Biographical Dictionary of British Architects, 1600-1840. (4ª ed.). New Haven: Yale University Press. 2008 [1954].
- The History of the King's Works, Londres, HMSO, coleção em seis volumes (1963–1982):
  - Vol. 1–2: The Middle Ages, R. Allen Brown, H. M. Colvin, and A. J. Taylor ISBN 0-11-670571-X
  - Vol. 3: 1485–1660, part 1, H.M. Colvin, D. R. Ransome, John Summerson ISBN 0-11-670568-X
  - Vol. 4: 1485–1660, part 2, H.M. Colvin, D. R. Ransome, John Summerson ISBN 0-11-670832-8
  - Vol. 5: 1660–1782, H.M. Colvin, J. Mordaunt Crook, Kerry Downes, John Newman ISBN 0-11-670571-X
  - Vol. 6: 1782–1851, J. Mordaunt Crook, M. H. Port ISBN 0-11-670286-9
- Calke Abbey: Derbyshire, a Hidden House Revealed. 1985 National Trust. ISBN 9780540010844
- Essays in English Architectural History[2]. Paul Mellon Centre for Studies in British Art, 1999. ISBN 0-300-07034-9